# Yves Hoffmann
Yves Hoffmann (Maruèjols (Losera), 21 d'agost del 1915 - Perpinyà, 1 de maig del 2011) va ser un historiador nord-català.

## Biografia
El seu pare, d'arrels alsacianes i catalanes (d'Arles) i la seva mare s'establiren a Perpinyà quan l'Yves tenia cinc anys, i visqué una Perpinyà somorta que retrataria en futurs escrits, com Chroniques et contes buissonniers. Es doctorà en dret i després de la guerra entrà a la Cambra de Comerç i Indústria de Perpinyà com a secretari general dels sindicats patronals. Posteriorment en seria el secretari general (1957-1981), alhora que també dirigia l'Oficina departamental de turisme, les fires i exposicions, la caixa de jubilacions i la secció de Medicina del treball. Va ser un dels fomentadors de l'obertura del Rosselló a les empreses del sud de l'Albera a fi que industrialitzessin la regió. La seva jubilació li permeté dedicar-se plenament a la defensa i divulgació del patrimoni local mitjançant articles i conferències. També prologà diversos llibres, especialment de caràcter turístic o històric, sobre temes i llocs de la Catalunya del Nord.
Fou nomenat cavaller de la Legió d'Honor i oficial de l'Orde del Mèrit.

## Reflets du Roussillon
Compaginà les seves obligacions laborals amb el seu gust per la història, tema a què consagrà diversos escrits, que reflectiren especialment el Perpinyà que Hoffmann havia viscut. Per a la divulgació del passat i el present de la seva ciutat fundà i dirigí la revista Reflets du Roussillon (1954-1971). La nova revista comptà amb l'ajuda logística de Paul Chichet, de L'Indépendant, i mitjançant una moderna presentació amb abundància de fotografies i de dibuixos de Georges Lavagne, alternà els articles breus amb els de fons per mostrar tot el que fos d'interessant de Perpinyà, tant en l'aspecte patrimonial com amb les informacions d'actualitat.

## Obres
- À Perpignan quand le siècle avait 20 ans Saint-Estève: les Presses littéraires, 2002 ISBN 2-914684-05-3 (ressenya[Enllaç no actiu])
- Cerdagne-Capcir, en Pyrénées Catalanes Font-Romeu: ISO, 1989 ISBN 8437813387
  - Cerdanya-Capcir, dins els Pirineus Catalans Font-Romeu: ISO, 1989 ISBN 8437813360
- Yves Hoffmann, André Vinas Conflent, Canigou: le Roussillon vert Font-Romeu: ISO, 1995 ISBN 2-9503883-5-3
- Contes et légendes des quatre saisons: Roussillon, Catalogne française Perpignan: Éd. du Castillet, 1997
- Contribution à l'étude de l'aménagement de l'arrière pays du Languedoc-Roussillon Perpignan: Comité Régional d'Expansion Economique Languedoc-Roussillon-Cévènnes, 1965
- Des châteaux cathares à Vauban: itinéraires des forteresses militaires aux frontières du Languedoc-Roussillon Font-Romeu: ISO, 1991 ISO 2-9503883-3-7
- En Roussillon: Chroniques et contes buissonniers Perpignan: Imp. Sofreix, 1982
- Ermitages du Roussillon Perpignan: Imp. du Midi, 1959
- Essai sur l'avenir touristique de la Cerdagne Perpignan: Comité départemental d'expansion économique des Pyrénées-Orientales, 1972
- Les ermitages du Roussillon i Les Trésors de Saint-Jean- le-Vieux, capítols de l'obra col·lectiva Le Roussillon entre ciel et terres Pollestres: TDO, 2009 ISBN 978-2-746613-14-0
- Fêtes et Folklore Roussillonnais Paris: La propagande de France, s.a.
- Font-Romeu, Odeillo-Via - les Pyrénées, un balcon au soleil Font-Romeu: ISO, 1991 ISBN 2-9503883-3-7
- Yves Hoffmann, Alain Vernet Guide du Roussillon Montpellier: Les éd. de la Source, 1976
- Paul Goudin, Yves Hoffmann Guide du Roussillon Perpignan: Dino, 1978
  - Paul Goudin, Yves Hoffmann All the Roussillon Perpignan: Dino, 1981 ISBN 9788437806938
  - Paul Goudin, Yves Hoffmann Das Ganze Roussillon Perpignan: Dino, 1987
- Images du Roussillon Perpignan. Syndicat d'Initiatives et Office départemental du Tourisme, 1953 (pròleg de Jordi Baillat)
- Itinéraires en Catalogne romane Font-Romeu: ISO-Éd. du Galbe, 1989
- Pays d'Aude, de la mer à la montagne Paris: Julliard, 1987 ISBN 2-260-00527-6
- Joseph E. Sauvy, Yves Hoffmann Le pays catalan Paris: J.Delmas et Cie, 1959
- Paysages du Roussillon Tolouse: Privat, 1956
- Perpignan Barbentane: Équinoxe, 1998 ISBN 2-84135-110-6
- Perpignan en Roussillon Perpignan: Dino; Barcelona: Escudo de Oro, 1987 ISBN 8437812496
- Perpignan la collégienne, capítol de l'obra col·lectiva Perpignan, une et plurielle Canet: Edicions del Trabucaire, 2004 ISBN 2-84974-013-6
- Perpignan: Pyrénées-Orientales (66) Ingersheim: SAEP, 1975
- Pyrénées, Roussillon Perpignan: Conseil Général des Pyrénées-Orientales, 1988
- Quand Perpignan faisait la fête, accompagné des souvenirs de François Rocaries sur les Tréteaux S.l.: Rivages des arts, 1986
- Les richesses du Rivesaltais, itineraires en Pyrénées-Roussillon Font-Romeu: ISO-Éd. du Galbe, 1997
- Paul Goudin, Yves Hoffmann Roussillon Perpignan: Dino, 1981 (2e éd.)
- Le Roussillon au coeur d'un grand ensemble Euro-Méditerranéen - Ses chances et sa vocation entre l'Espagne et l'Europe Perpignan: CCI, 1970
- Roussillon aux cent visages Perpignan: Office Départemental de Tourisme, 1951
- Roussillon Catalogne Française Perpignan: Imp. du Midi, 1964 (Font-Romeu: ISO, 1988)
- Roussillon: thermalisme et climatisme Perpignan: Imp. du Midi, s.a.
- Yves Hoffmann, Maria Carme Farré Rutes de la Catalunya romànica Barcelona: Generalitat de Catalunya - Maison du Tourisme de Perpignan-Roussillon, 1985
- Sur les chemins du Languedoc-Roussillon Font-Romeu: EDISO, 1991 ISBN 2-9503883-4-5
- Paul Goudin, Yves Hoffmann Tout le Roussillon Barcelona: Escudo de Oro, 1992 (4a. ed.) ISBN 8437806917 (3e. éd., 1988)
- Vallespir: pays des traditions catalanes Font-Romeu: ISO, 1991 ISBN 2-9503883-3-7
- Louis Camo, Yves Hoffmann et al Les vins du Roussillon Paris: Montalba, 1980 ISBN 2-85870-020-6
- Visages du Roussillon Toulouse: Privat, 1956